# Veverská Bítýška
Veverská Bítýška är en köping i Tjeckien. Den ligger i regionen Södra Mähren, i den sydöstra delen av landet, 170 km sydost om huvudstaden Prag. Antalet invånare är 3 126.